# Gajki (Komarno-Kolonia)
Gajki – część wsi Komarno-Kolonia w Polsce, położona w województwie lubelskim, w powiecie bialskim, w gminie Konstantynów.
W latach 1975–1998 Gajki administracyjnie należały do województwa bialskopodlaskiego.
Wierni Kościoła rzymskokatolickiego należą do parafii św. Stanisława w Komarnie.